# Johan Leche (jurist)
Johan Leche, född 29 november 1933 i Stockholm, död 28 april 2013, var en svensk jurist som var lagman i Helsingborgs tingsrätt från 1978 till 1999.
Leche blev juris kandidat vid Uppsala universitet 1960 och genomförde tingstjänstgöring 1961-1963 innan han 1964 blev fiskal vid hovrätten för Övre Norrland där han tjänstgjorde 1963-1969. Han blev hovrättsråd, tjänstgjorde i statlig utredning 1969-1971 och i justitiedepartementet 1971-1978. Han var lagman i Helsingborgs tingsrätt 1978-1999.
Leche var son till häradshövding Ernst Leche och hans maka Lily, född Keyser Jordan. Han var i ett första gifte  1961 gift med Karin, född Anens 1934, och i ett andra gifte 1978 gift med Anne-Marie, kriminalvårdsdirektör, född Carlström.